# Copris sphaeropterus
Copris sphaeropterus là một loài bọ cánh cứng trong họ Bọ hung (Scarabaeidae).